# Histoire d'un poisson rouge
Histoire d'un poisson rouge é um filme francês de curta-metragem produzido em 1959, dos gêneros fantasia e infantil, dirigido por Edmond Séchan e Roger Mauge. 
Venceu o Oscar de melhor curta-metragem em live action na edição de 1960.

## Elenco
- Louis Paul
- Gilbert Hughes
- Jean-Marie Maillols